# Hualañé
Hualañé is een gemeente in de Chileense provincie Curicó in de regio Maule. Hualañé telde 9.657 inwoners in 2017 en heeft een oppervlakte van 629 km².